# Tournoi pré-olympique de la CAF 1963-1964
Navigation
Rome 1960 Mexico 1968
Le tournoi pré-olympique de la CAF 1963-1964 a eu pour but de désigner les 3 nations qualifiées au sein de la zone Afrique pour participer au tournoi final de football, disputé lors des Jeux olympiques de Tokyo en 1964.
Le tournoi africain de qualifications pour les Jeux olympiques d’été de 1964 s’est déroulé sur deux tours entre le 9 octobre 1963 et le 21 juin 1964. Les trois qualifiés au tournoi olympique ont été déterminés, au terme des deux rondes répartissant les 12 nations participantes dans trois groupes, à l'issue d'un système à élimination directe disputé en match aller-retour. Après le second tour, la République arabe unie, le Ghana et le Maroc se sont qualifiés pour le tournoi olympique.

## Pays qualifiés
| Dates                             | Lieu      | Places | Qualifiés                   |
| --------------------------------- | --------- | ------ | --------------------------- |
| du 9 octobre 1963 au 21 juin 1964 | Itinérant | 3      | Rép. arabe unie Ghana Maroc |

## Format des qualifications
Dans le système à élimination directe avec des matches aller et retour, en cas d'égalité parfaite au score cumulé des deux rencontres, les mesures suivantes sont d'application :

- Nécessité d'un match d'appui disputé sur terrain neutre, ou
- Désignation du vainqueur par tirage au sort, et
- La règle des buts marqués à l'extérieur n'est pas en vigueur.

## Résultats des qualifications

### Groupe 1

#### Premier tour
| Équipe 1 | Résultat | Équipe 2                | Aller | Retour |
| -------- | -------- | ----------------------- | ----- | ------ |
| Ouganda  | 2 - 7    | Rép. arabe unie         | 1 - 4 | 1 - 3  |
| Soudan   | -        | Rhodésie du Sud forfait | -     | -      |

#### Détail des rencontres
| Uganda Independence Anniversary Cup | Ouganda       | 1 - 4   | Rép. arabe unie | Stade Nakivubo Kampala, Ouganda |  |
| 9 octobre 1963                      | Bunyenyezi ?? | (0 - 1) | Seddik (en) 22e 50e 52e 60e |                                 |  |
| 9 octobre 1963                      | Rapport       |         | |                                 |  |
| 9 octobre 1963                      |               | Équipes | Khorshid (en) - Bayoumi, Aboul Nour, Abou-Regaila (en), El-Fanageely - Habashi, Reyadh - Reda, Seddik (en), Al Shazly, Hassan (en) |                                 |  |

| 15 janvier 1964 | Rép. arabe unie               | 3 - 1   | Ouganda | Nasser Stadium Le Caire, Égypte |  |
| | Badawi 2e 40e · Al Shazly 29e | (3 - 0) | ? ??    |                                 |  |
| | Rapport                       |         |         |                                 |  |
| Reda (en) - Mostafa (en), Al Esnawi (en), Darwish (en), Reyadh - Seddik (en), Qotb - Zoklot, Badawi, Al Shazly, Ismail | Équipes                       |         |         |                                 |  |

|  | Soudan | Q. - forfait | Rhodésie du Sud |  |  |
|  |        |              |                 |  |  |

#### Second tour
| Équipe 1 | Résultat | Équipe 2        | Aller | Retour |
| -------- | -------- | --------------- | ----- | ------ |
| Soudan   | 4 - 7    | Rép. arabe unie | 3 - 3 | 1 - 4  |

#### Détail des rencontres
| 17 avril 1964 | Soudan                  | 3 - 3 | Rép. arabe unie                                  | Stade municipal Khartoum, Soudan |  |
|               | Jaxa ?? · Al Kawarty ?? | (? - ?) | Shahin (en) 4e · Al Shazly 13e · Hassan (en) 49e |                                  |  |
|               | Rapport                 | |                                                  |                                  |  |
|               | Équipes                 | Al Roubi - Mostafa (en), Al Esnawi (en), Al Sherbini, Badawi - Reyadh, Qotb - Shahin (en), Al Shazly, Hassan (en), Ismail |                                                  |                                  |  |

| 27 mai 1964 | Rép. arabe unie                              | 4 - 1   | Soudan | Nasser Stadium Le Caire, Égypte |  |
| | Ismail 6e · Al Sayed 23e 66e · Al Shazly 69e | (2 - 1) | ? ??   |                                 |  |
| | Rapport                                      |         |        |                                 |  |
| Al Roubi - Mostafa (en), Al Esnawi (en), Al Sherbini, Badawi - Reyadh, Qotb - Shahin (en), Al Sayed, Al Shazly, Ismail | Équipes                                      |         |        |                                 |  |

### Groupe 2

#### Premier tour
| Équipe 1 | Résultat   | Équipe 2 | Aller | Retour | Appui    |
| -------- | ---------- | -------- | ----- | ------ | -------- |
| Dahomey  | 4 - 4 toss | Tunisie  | 2 - 2 | 1 - 1  | 1 - 1 ap |
| Liberia  | 4 - 6      | Ghana    | 4 - 5 | 0 - 1  | -        |

#### Détail des rencontres
| 17 novembre 1963                                                                         | Dahomey       | 2 - 2                                                                                                  | Tunisie       | Stade municipal Cotonou, République du Dahomey |                      |
|                                                                                          | Coréa 60e 63e | (0 - 2)                                                                                                | Sassi 25e 35e | Spectateurs : 15 000                           | Spectateurs : 15 000 |
|                                                                                          | Rapport       | |               | Spectateurs : 15 000                           | Spectateurs : 15 000 |
| Hodonou - Abidou, Anna, Badjeron, Bocco - Firmin, Coréa - Ellysse, Gomez, Mathey, Rahimi | Équipes       | Kanoun - Khouini, Benzarti, Habacha, Ben Othman - Chetali, Sghaïer - Mahfoudh, Ben Amor, Sassi, Jedidi |               | Spectateurs : 15 000                           | Spectateurs : 15 000 |

| 18 janvier 1964                                                                | Liberia                       | 4 - 5   | Ghana                               | Antoinette Tubman Stadium (en) Monrovia, Liberia |  |
|                                                                                | Brown ?? · ? ?? · ? ?? · ? ?? | (? - ?) | Acquah (en) ?? · ? ?? · ? ?? · ? ?? |                                                  |  |
| Momoh - Roberts, Sackor, Gaye, ? - Woeful, ? - Weah, Dempster, Williams, Brown | Équipes                       |         |                                     |                                                  |  |

| 2 février 1964 | Ghana | 1 - 0   | Liberia | Accra Sports Stadium Accra, Ghana |  |
|                | ? ??  | (? - ?) |         |                                   |  |

| 8 mars 1964                                                                                            | Tunisie    | 1 - 1                                                                                   | Dahomey    | Stade municipal Géo-André Tunis, Tunisie |                      |
| | Jedidi 37e | (1 - 0)                                                                                 | Rahimi 49e | Spectateurs : 20 000                     | Spectateurs : 20 000 |
| | Rapport    |                                                                                         |            | Spectateurs : 20 000                     | Spectateurs : 20 000 |
| S. Sassi - Douiri, Benzarti, Lamine, Sghaïer - Mahfoudh, Ben Amor - A. Sassi, Jedidi, Chérif, El Gaïed | Équipes    | Hodonou - Abidou, Anna, Badjenou, Bocco - Firmin, Coréa - Elysse, Gomez, Mathey, Rahimi |            | Spectateurs : 20 000                     | Spectateurs : 20 000 |

| Match d'appui | Dahomey                                                                                    | 1 - 1 a. p. toss | Tunisie                                                                                          | Stade d'Honneur Casablanca, Maroc |                     |
| 18 avril 1964 | Coréa 57e                                                                                  | (0 - 0, 1 - 1)   | Jedidi 70e                                                                                       | Spectateurs : 1 000               | Spectateurs : 1 000 |
| 18 avril 1964 | Rapport                                                                                    |                  |                                                                                                  | Spectateurs : 1 000               | Spectateurs : 1 000 |
| 18 avril 1964 | Hodonou - Abidou, Anna, Badjenou, Bocco - Firmin, Coréa - Elysse, Gomez, Mathey, Souberion | Équipes          | Kanoun - Douiri, Benzarti, Lamine, Sghaïer - Mahfoudh, Ben Amor - Sassi, Jedidi, Dalhoum, Haddad | Spectateurs : 1 000               | Spectateurs : 1 000 |

#### Second tour
| Équipe 1 | Résultat | Équipe 2 | Aller | Retour |
| -------- | -------- | -------- | ----- | ------ |
| Ghana    | 3 - 2    | Tunisie  | 2 - 0 | 1 - 2  |

#### Détail des rencontres
| 31 mai 1964 | Ghana               | 2 - 0                                                                                          | Tunisie | Accra Sports Stadium Accra, Ghana |                      |
| | Mfum 44e · Kofi 88e | (1 - 0)                                                                                        |         | Spectateurs : 20 000              | Spectateurs : 20 000 |
| | Rapport             |                                                                                                |         | Spectateurs : 20 000              | Spectateurs : 20 000 |
| Dodoo-Ankrah (en) - Simmons, Odametey, Oblitey (en), Crentsil - Acquah (en), Dodoo - Mfum, Aggrey-Fynn, Salisu (en), Kofi | Équipes             | Kanoun - Douiri, Benzarti, Habacha, Chetali - Lamine, Sghaïer - Graja, Ben Amor, Sassi, Jedidi |         | Spectateurs : 20 000              | Spectateurs : 20 000 |

| 21 juin 1964                                                                                               | Tunisie                     | 2 - 1 | Ghana           | Stade municipal Géo-André Tunis, Tunisie |                      |
| | Jedidi 12e · Ben Othman 87e | (1 - 0) | Salisu (en) 57e | Spectateurs : 20 000                     | Spectateurs : 20 000 |
| | Rapport                     | |                 | Spectateurs : 20 000                     | Spectateurs : 20 000 |
| S. Sassi - Douiri, Benzarti, Habacha, Ben Othman - Chetali, Sghaïer - Mahfoudh, Ben Amor, A. Sassi, Jedidi | Équipes                     | Dodoo-Ankrah (en) - Simmons, Odametey, Oblitey (en), Crentsil - Acquah (en), Foley (en) - Mfum, Aggrey-Fynn, Kofi, Salisu (en) |                 | Spectateurs : 20 000                     | Spectateurs : 20 000 |

### Groupe 3

#### Premier tour
| Équipe 1 | Résultat | Équipe 2 | Aller | Retour | Appui |
| -------- | -------- | -------- | ----- | ------ | ----- |
| Kenya    | 5 - 10   | Éthiopie | 4 - 3 | 1 - 7  | -     |
| Nigeria  | 5 - 6    | Maroc    | 3 - 0 | 1 - 4  | 1 - 2 |

#### Détail des rencontres
| 12 octobre 1963                                                                                    | Kenya                                               | 4 - 3 | Éthiopie                    | Nairobi City Stadium (en) Nairobi, Kenya |  |
| | Ngaywa 7e · Sungura (en) 9e · Kajo 30e · Arudhi 70e | (? - ?) | Gerile ?? 80e · G. Wolde ?? |                                          |  |
| Hassan - Situma, Omar, Wasiembo, Shiba - Arudhi, Kajo - Sungura (en), Kadenge (en), Ngaywa, Imbusi | Équipes                                             | Tesfamariam - Berhe, Y. Wolde, Goitom, Araya - L. Vassalo, Gerile - Worku, G. Wolde, I. Vassalo, Wolde Selassie |                             |                                          |  |

| 13 novembre 1963 | Éthiopie                                       | 7 - 1                                                                                                   | Kenya   | Stade Haïlé Sélassié Addis Abeba, Éthiopie |  |
|                  | Abdo 2e · Worku 10e 24e 37e 56e 70e · Araya ?? | (? - ?)                                                                                                 | Kajo ?? |                                            |  |
|                  | Équipes                                        | Siang'a - Situma, Omar, Wasiembo - Arudhi, Kajo - Sungura (en), Kadenge (en), Ngaywa, Changamwe, Imbusi |         |                                            |  |

| 16 novembre 1963                                                                                              | Nigeria                    | 3 - 0   | Maroc | Surulere Stadium Lagos, Nigeria |  |
| | Ekpe (en) ?? · Hamilton ?? | (? - ?) |       |                                 |  |
| Omiunu - Omowon, Shotayo - Olayombo, Achebe, Johnson - Bassey, Hamilton, Ekpe (en), Blankson, Onyeanwuna (en) | Équipes                    |         |       |                                 |  |

| 8 mars 1964 | Maroc                                                   | 4 - 1 | Nigeria      | Stade d'Honneur Casablanca, Maroc |                      |
|             | Lamari (en) 42e 89e · Omowon 59e (csc) · Ben Dayane 66e | (1 - 1) | Hamilton 35e | Spectateurs : 15 000              | Spectateurs : 15 000 |
|             | Équipes                                                 | Bello - Omowon, Shotayo - Oduah, Achebe, Johnson - E. Ekpe, Onyeanwuna (en), Hamilton, A. Ekpe (en), Ajaero |              | Spectateurs : 15 000              | Spectateurs : 15 000 |

| Match d'appui | Maroc       | 2 - 1   | Nigeria   | Stade Demba-Diop Dakar, Sénégal |  |
| 24 mars 1964  | ? ?? · ? ?? | (? - ?) | Ezekwe ?? |                                 |  |

#### Second tour
| Équipe 1 | Résultat | Équipe 2 | Aller | Retour |
| -------- | -------- | -------- | ----- | ------ |
| Éthiopie | 0 - 2    | Maroc    | 0 - 1 | 0 - 1  |

#### Détail des rencontres
| 10 mai 1964 | Éthiopie | 0 - 1   | Maroc          | Stade Haïlé Sélassié Addis Abeba, Éthiopie |  |
|             |          | (0 - 0) | Ben Dayane 80e |                                            |  |

| 24 mai 1964 | Maroc             | 1 - 0   | Éthiopie | Stade d'Honneur Casablanca, Maroc |  |
|             | Bouachra (en) 75e | (0 - 0) |          |                                   |  |